# 坂下村 (熊本県)
坂下村（さかしたむら）は、熊本県の北部、玉名郡にかつてあった村。

## 歴史
- 1889年4月1日 - 玉名郡上坂下村、下坂下村が合併し坂下村が成立。
- 1955年4月1日 - 南関町、米富村、賢木村、大原村と合併し南関町が発足。

## 学校
- 坂下村立坂下小学校